# Michel Dumas
Pour les articles homonymes, voir Michel Dumas (hockey sur glace) et Dumas.
Michel Dumas, né le 18 juin 1812 à Lyon, et mort le 26 juin 1885 à Lyon (5e arrondissement), est un artiste peintre français.

## Biographie
Michel Dumas est l'élève de Claude Bonnefond (1796-1860), et Jean-Michel Grobon (1770-1853), à l'école des beaux-arts de Lyon. Il sera  professeur de peinture dans ce même établissement quelques années plus tard. En 1834, il s'installe à Paris où il entre dans l'atelier de Jean-Auguste-Dominique Ingres à l'École des beaux-arts. Après le départ d'Ingres à Rome, il devient l'assistant de Victor Orsel (1795-1850) et d'Alphonse Périn (1798-1874) sur le chantier de l'église Notre-Dame-de-Lorette à Paris.
Michel Dumas rejoint son maître en Italie, où il va passer seize ans à Rome, avant de rentrer à Paris pour mener une brillante carrière de peintre d'art sacré. Il peint une une Vierge des Douleurs et une Vierge consolatrice dans l'une des chapelles de l'église de la Trinité en 1877, ainsi qu'une Vie de saint Denis, quatre grandes toiles marouflées pour le bras droit du transept de l'église Notre-Dame de Clignancourt représentant son apostolat, son martyre, son ensevelissent et sa glorification.
Il retourne dans sa ville natale, accède au poste de directeur de l'école nationale des Beaux-Arts de Lyon, est nommé chevalier de la Légion d'honneur en 1884 et meurt en cette ville l'année suivante.

## Distinctions
- Chevalier de l'ordre d'Isabelle la Catholique
- Chevalier de la Légion d'honneur (1884)
- Chevalier de l'ordre de Saint-Sylvestre

## Collections publiques
- Musée d'art et d'histoire de Langres :
  - Fra Giovanni Angelico da Fiesole, 1845, huile sur toile, 209 x 173 cm ;
  - Fra Giovanni en prière, 1845-1850, huile sur toile, 66 x 46,5 cm.
- Musée des beaux-arts de Lyon : Portrait de l'auteur, huile sur toile[8].
- Paris, musée du Louvre : Séparation de saint Pierre et de saint Paul allant au martyre, 1852, huile sur toile[9].
- Saint-Cloud, église Saint-Clodoald : Le Christ en croix, 1863, huile sur toile, 380 x 250 cm, exposée lors de l'Exposition universelle de 1867 à Paris[10],[11].

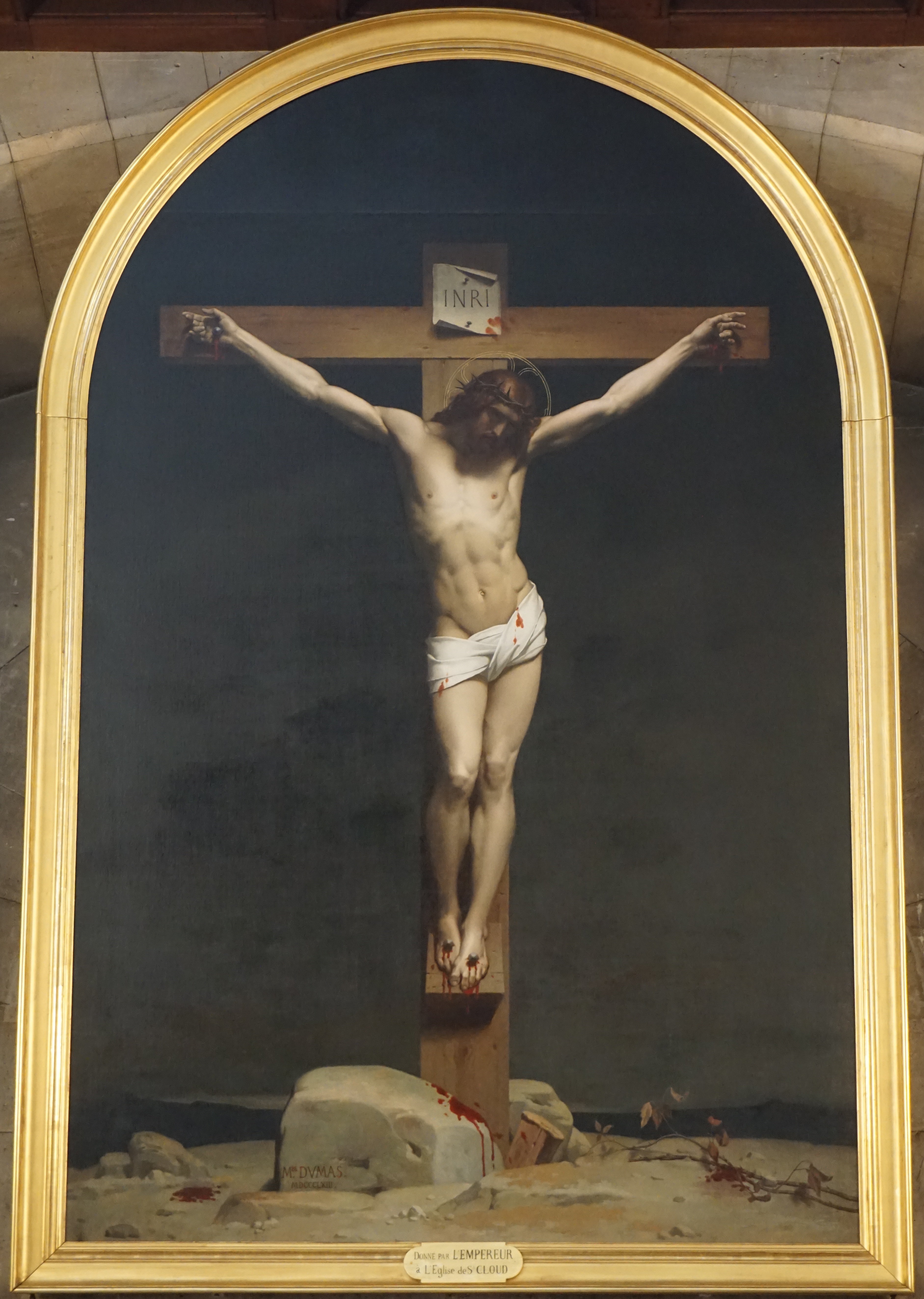
Michel Dumas, Salvator mundi, 1863. Saint-Cloud, église Saint-Clodoald.

## Salons
- 1841 : L'Ange gardien de la terre pleure sur sa planète au moment où elle va être abîmée par la main du Tout-Puissant, 1840, no 620, avec un long extrait du poème Le Dernier jour de Jean Reboul.

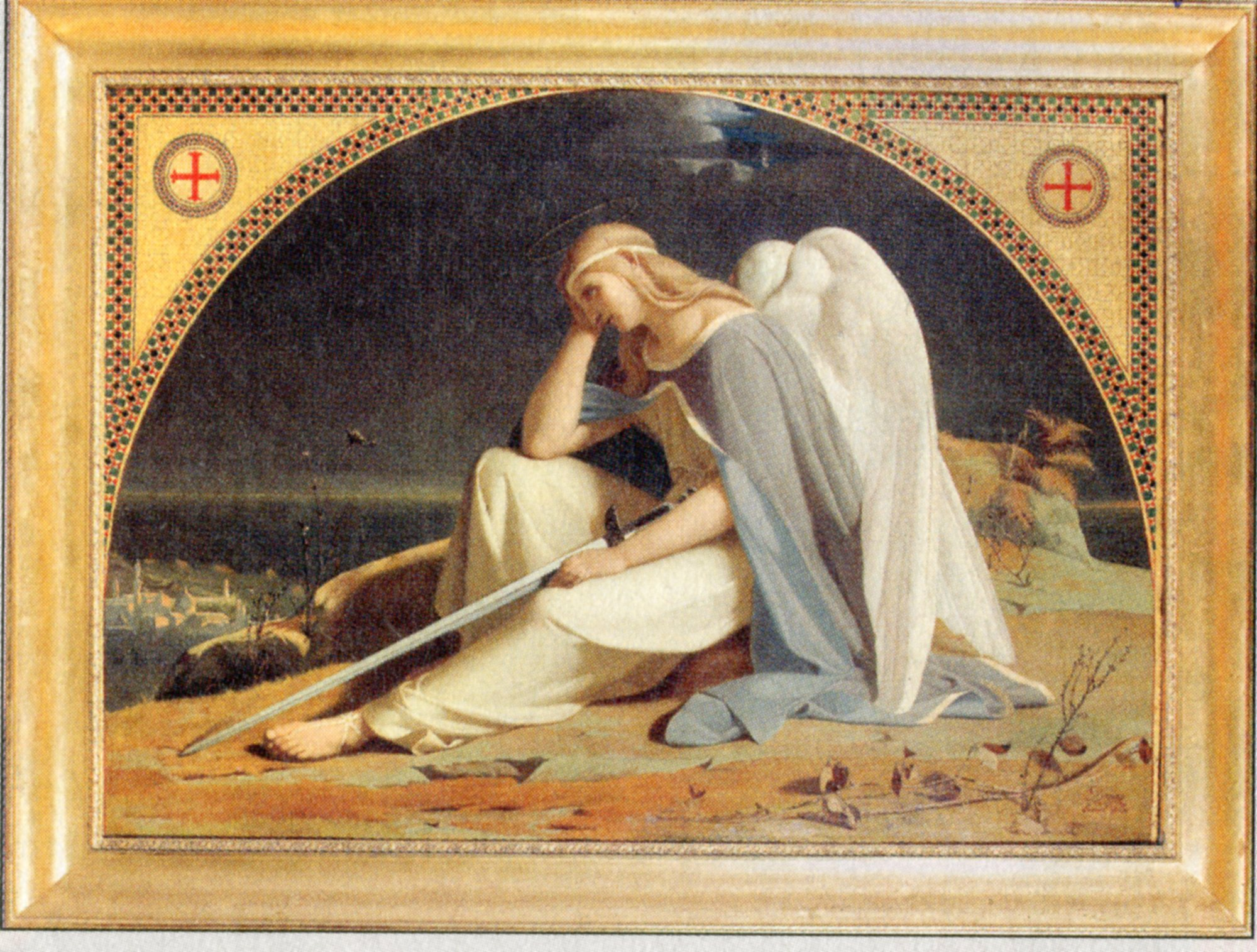
Michel Dumas, L'Ange gardien de la terre pleure sur sa planète au moment où elle va être abîmée par la main du Tout-Puissant, 1840.

- 1845 : Fra Giovanni Angelico de Fiesole, acquis par l'État pour le musée de Langres en 1850.

## Élèves
- Tony Tollet, de 1873 à 1879.
- François Guiguet.